# Lophocampa caryae
Lophocampa caryae és una papallona nocturna de la subfamília Arctiinae i la família Erebidae.
Com la majoria de les espècies de la seva família, les larves adquireixen les defenses químiques de les seves plantes nutrícies, pel que són potencialment tòxiques o desagradables, encara que no verinoses.

## Distribució
Es troba àmpliament distribuïda en la meitat oriental d'Amèrica del Nord.

## Cicle de vida
Hi ha una generació per any.

### Larva
La larva està completament coberta de flocs de llargs pèls. La majoria són de color blanc, però tenen flocs negres al llarg del dors. Aquests pèls causen erupcions pruriginoses (dermatitis de contacte) a moltes persones, especialment a aquelles que són propenses a les al·lèrgies. Poden causar greus complicacions mèdiques si són transferits de les mans als ulls.
Els darrers estadis de les larves s'observen de juliol a octubre. S'alimenten en grups al voltant d'un centenar en els primers estadis, esqueletitzant fulles. Les larves de més edat són solitàries. Creixen fins a 4,5 centímetres de llargada abans de pupar.

### Pupa
El capoll té pèls teixits en el seu interior. Passa l'hivern entre la fullaraca.

### Adult
Els adults volen entre maig i juny. Les ales anteriors són de color marró groguenc marcat amb taques blanques, que recorden les vidrieres. Les ales posteriors són majoritàriament blanques. El cos és pelut i marró pàl·lid.
S'alimenta principalment de Carya i Juglans, però també s'alimenta de freixes, oms, roures, salzes i altres plantes. Ocasionalment, pot causar la defoliació local dels arbres, però les altes densitats no duren prou com per causar un dany significatiu.

## Galeria

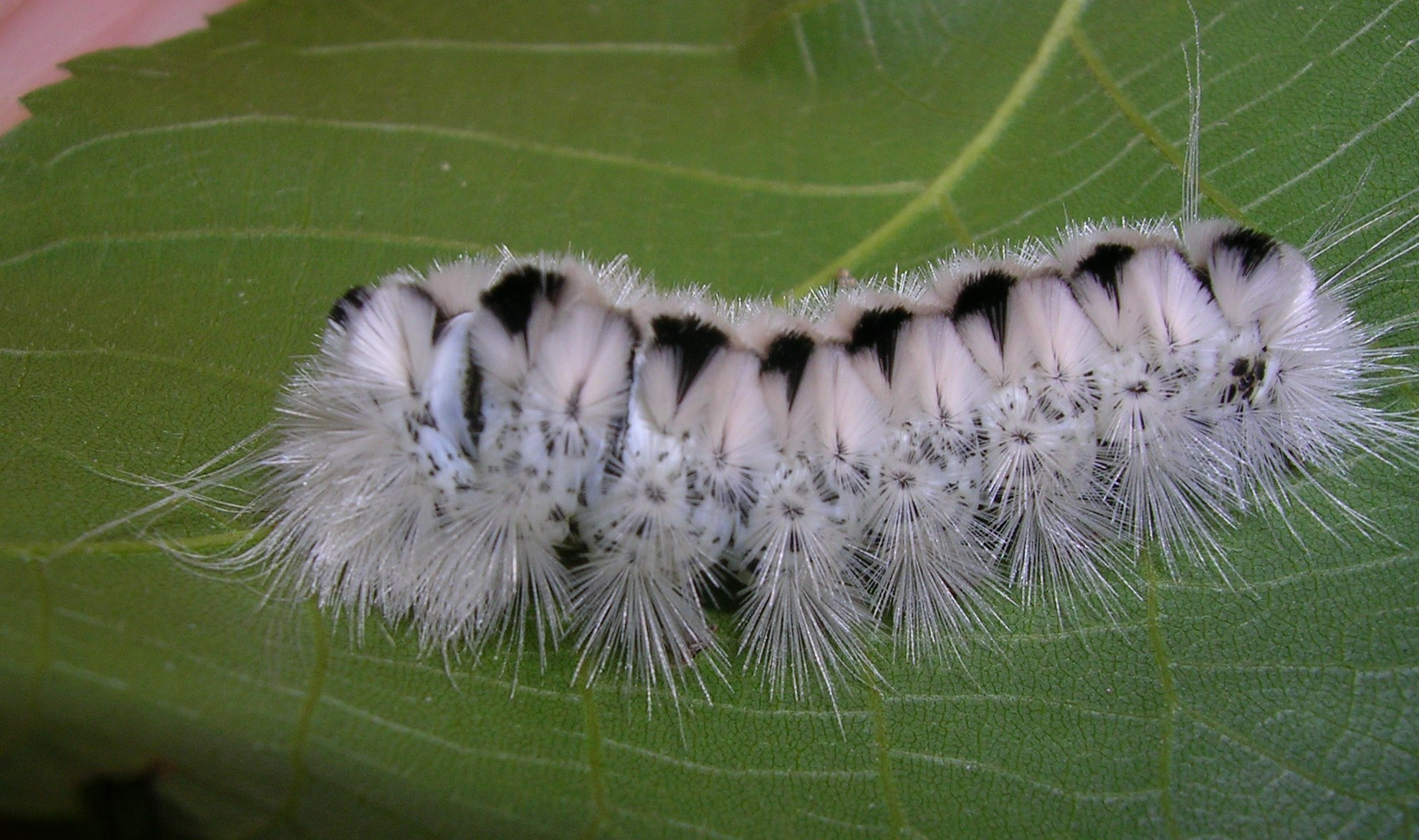
Lophocampa caryae larva
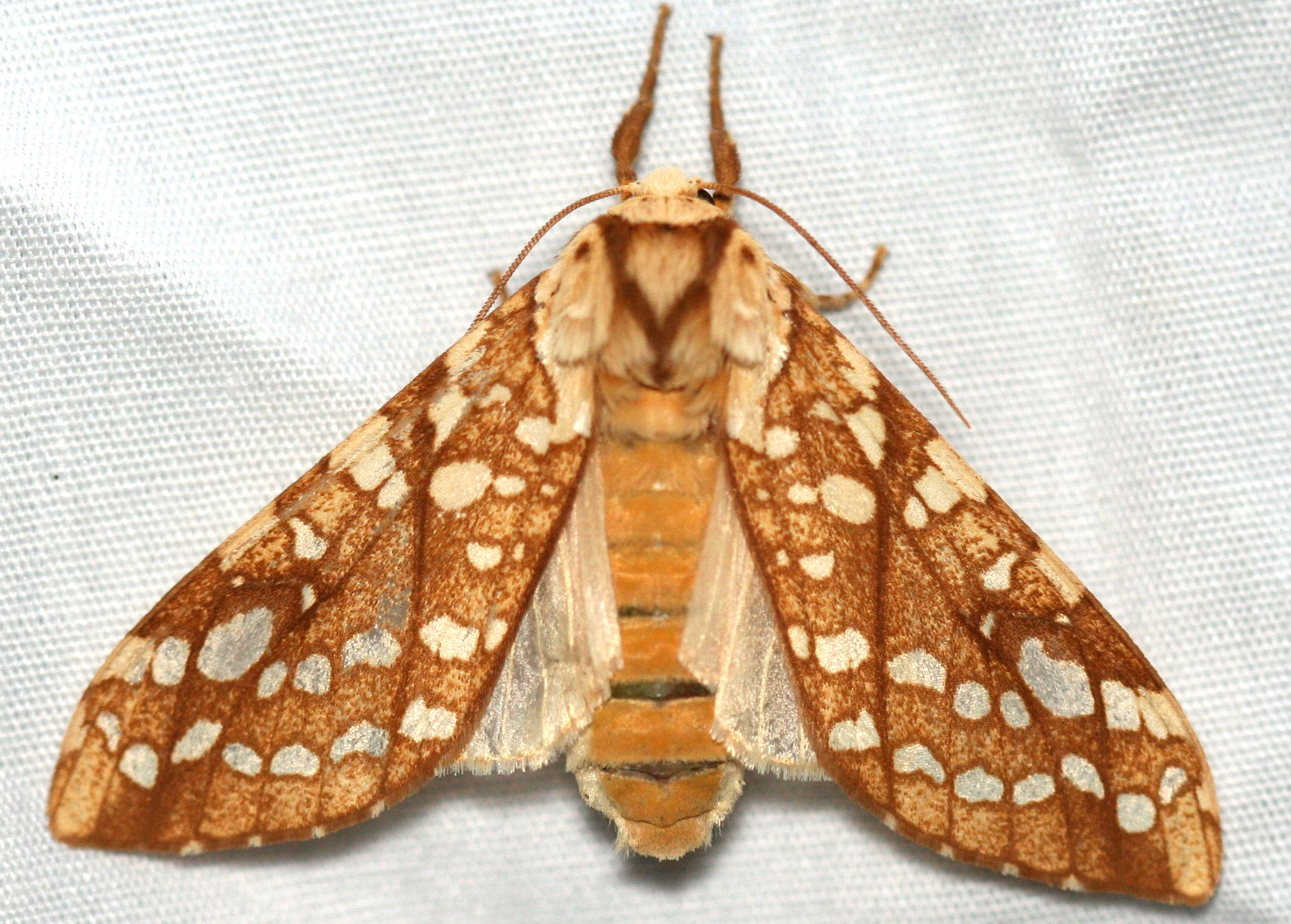
Lophocampa caryae